# Arnold Dwarika
Arnold Dwarika (ur. 23 sierpnia 1973 w Santa Cruz) – trynidadzko-tobagijski piłkarz występujący na pozycji pomocnika.

## Kariera
Wraz z zespołem Joe Public FC zdobył dwa mistrzostwa Trynidadu i Tobago (1998, 2006) oraz dwa puchary tego kraju (2001, 2007). Wywalczył też mistrzostwo Libanu z Al-Ansar Bejrut (1997).
W reprezentacji Trynidadu i Tobago zadebiutował 30 maja 1993 w wygranym 3:2 meczu Pucharu Karaibów z Saint Kitts i Nevis, w którym strzelił gola. Trzykrotnie wziął udział w Złotym Pucharze CONCACAF (w edycjach: 1996, 2000 oraz 2002). Od 1993 do 2008 w drużynie narodowej rozegrał 71 spotkań i zdobył 27 bramek.

### Występy na Złotym Pucharze CONCACAF
| #  | Rozgrywki                  | Data       | Przeciwnik        | Wynik | Uwagi     | Wynik reprezentacji |
| -- | -------------------------- | ---------- | ----------------- | ----- | --------- | ------------------- |
| 1. | Złoty Puchar CONCACAF 1996 | 10.01.1996 | Salwador          | 2:3   |           | faza grupowa        |
| 2. | Złoty Puchar CONCACAF 1996 | 13.01.1996 | Stany Zjednoczone | 2:3   | Gol · Gol | faza grupowa        |
| 3. | Złoty Puchar CONCACAF 2000 | 15.02.2000 | Gwatemala         | 4:2   | Gol       | półfinał            |
| 4. | Złoty Puchar CONCACAF 2000 | 20.02.2000 | Kostaryka         | 2:1   | Gol       | półfinał            |
| 5. | Złoty Puchar CONCACAF 2000 | 24.02.2000 | Kanada            | 0:1   |           | półfinał            |
| 6. | Złoty Puchar CONCACAF 2002 | 20.01.2002 | Kostaryka         | 1:1   | cz.k.     | faza grupowa        |